# Cernihivka
Cernihivka (în ucraineană Чернігівка) este așezarea de tip urban de reședință a raionului Cernihivka din regiunea Zaporijjea, Ucraina. În afara localității principale, mai cuprinde și satele Cernihovo-Tokmaceansk, Kotlearivka, Mohîleanî, Pircîne și Zubiv.

## Demografie
Componența lingvistică a așezării de tip urban Cernihivka
     Ucraineană (94,11%)
     Rusă (5,46%)
     Alte limbi (0,27%)
Conform recensământului din 2001, majoritatea populației așezării de tip urban Cernihivka era vorbitoare de ucraineană (94,11%), existând în minoritate și vorbitori de rusă (5,46%).